# Rezolucja Zgromadzenia Ogólnego ONZ nr 37/37
Rezolucja Zgromadzenia Ogólnego ONZ nr 37/37 została przyjęta 29 listopada 1982 r.
Zgromadzenie przywołało swoje 3 poprzednie rezolucje na ten temat i ponownie wezwało w niej do zakończenia radzieckiej interwencji w Afganistanie.